# Казахалтин
«Казахалти́н» (Гірничо-збагачувальна корпорація «КАЗАХАЛТИН») — одне з найбільших підприємств з розвідки, видобутку, переробці і випуску золота в Казахстані.

## Характеристика
До складу корпорації входять:
- рудник Аксу і Аксуська збагачувальна фабрика;
- рудник Бестюбе і Бестюбінська збагачувальна фабрика;
- рудник Жолимбет і Жолимбетська збагачувальна фабрика; -
- Аксуська технічна база;
- Управління корпорації «Казахалтин»;
- Північно-Казахстанська геологорозвідувальна експедиція.
Корпорація здійснює свою діяльність в Селетінському і Шортандінському районах Акмолінської області Казахстану, в межах Північно-Казахстанської золоторудної області.
Основні ресурси золота корпорації сконцентровані в родовищах Аксу, Віра, Кварцитові Гірки, Бестюбе і Жолимбет. За станом на 1.01.1999 м загальні запаси золота рудного району становили близько 117 т.

## Технологія розробки
Родовища Аксу і Кварцитовие Гірки розробляються підземним способом рудником Аксу. На руднику пройдені 8 шахтних стовбурів і горизонтальні гірські вироблення на п'яти горизонтах. Родовище Кварцитові Гірки до горизонту 180 м розкрито стовбурами шахти «Капітальна флангова», до горизонту 500 м стовбуром шахти «Нова». Потужність рудника Аксу становить 320—350 тис. т руди рік.
Родовище Бестюбе розробляється підземним способом. На руднику пройдено шість шахтних стовбурів з поверхні, чотири сліпих стовбури і горизонтальні гірські вироблення на п'яти горизонтах. Річна продуктивність рудника становить 350 тис. т руди.
Родовище Жолимбет розробляється підземним способом. На руднику пройдено чотири стовбури шахт з поверхні і три стовбури сліпих шахт, а також горизонтальні гірські вироблення на п'яти горизонтах. Потужність рудника становить близько 350 тис. т руди на рік.
На всіх рудниках корпорації нарізані експлуатаційні блоки, є підготовлені до виїмки запаси руди. Збагачення на трьох збагачувальних фабриках корпорації «Казахалтин» — Аксуській, Бестюбінській і Жолимбетській ведеться гравітаційно-флотаційним способом.